# Feet of Mud
Feet of Mud er en amerikansk stumfilm fra 1924 af Harry Edwards.

## Medvirkende
- Harry Langdon som Harry Holdem
- Florence Lee
- Natalie Kingston som Nina March
- Yorke Sherwood som Phillip March
- Malcolm Waite som Donald Duffield
- Vernon Dent
- Leo Sulky
- Elsie Tarron
- S. D. Wilcox